# Gubernia (Ancien Régime)
Gubernia (fr. gouvernement militaire) – okręg administracyjny Francji ancien régime’u pod zarządem gubernatora wyznaczanego przez króla. Gubernatorowi przysługiwały uprawnienia z zakresu władztwa wojskowego, administracyjnego i wykonawczego. Zgodnie z ordonansem z 1499 r. do zadań gubernatora należało « utrzymywanie bezpieczeństwa powierzonego mu kraju, ochrona przed grabieżą, wizytacja miast i twierdz ».
Do XVI w. istniało 12 guberni. Do 1792 r. ich liczba wzrosła do 40.

## Lista guberni
Na orientacyjnej mapie zaznaczone zostały gubernie Francji wraz z ich stolicami (w nawiasach). Często pod pojęciem „prowincja Francji” rozumie się właśnie terytorium wyznaczone przez zasięg guberni.
| 1. Île-de-France (Paryż) 2. Berry (Bourges) 3. Orleania (Orlean) 4. Normandia (Rouen) 5. Langwedocja (Tuluza) 6. Lyonnais (Lyon) 7. Delfinat (Grenoble) 8. Szampania (Troyes) 9. Aunis (La Rochelle) 10. Saintonge (Saintes) 11. Poitou (Poitiers) 12. Akwitania i Gaskonia (Bordeaux) 13. Burgundia (Dijon) 14. Pikardia (Amiens) 15. Andegawenia (Angers) 16. Prowansja (Aix-en-Provence) 17. Angoumois (Angoulême) | 18. Burbonia (Moulins) 19. Marche (Guéret) 20. Bretania (Rennes) 21. Maine (Le Mans) 22. Turenia (Tours) 23. Limousin (Limoges) 24. Foix (Foix) 25. Owernia (Clermont-Ferrand) 26. Béarn (Pau) 27. Alzacja (Strasburg) 28. Artois (Arras) 29. Roussillon (Perpignan) 30. Flandria i część Hainaut (Lille) 31. Franche-Comté (Besançon) 32. Lotaryngia (Nancy) 33. Korsyka (poza mapą, Ajaccio) 34. Nivernais (Nevers) (nie zaznaczone) Trzy Biskupstwa (Metz, Toul i Verdun). |

Przejściowo lub symbolicznie istniały także gubernie:
- Boulonnais
- Dunkierka
- Hawr
- Messin
- Paryż
- Santerre
- Saumurois
- Sedanais
- Toulois